# Аппоньи, Дьёрдь
Граф Георг Аппоньи (венг. Apponyi de Nagyappony György; 29 декабря 1808 — 28 февраля 1899) — венгерский политический деятель из рода Аппоньи, занимавший консервативные позиции.

## Биография
Граф является потомком семьи Аппоньи. 
Отец - граф Дьёрдь Аппоньи де Надь-Аппоньи (1780-1849).
Мать - графиня Анна Зиши (1780-1866).
У него была сестра Леопольдина (1804-1870) и брат Карл (1805-1890).
С самого вступления на государственную службу Аппоньи принадлежал к консервативной партии и был её влиятельнейшим вождём в рейхстаге 1843—44 годов. Он стремился упорядочить внутреннее управление комитатов, но не успел в этом, так как, с одной стороны, имел дело с пассивностью и даже неприязнью венского двора и Меттерниха и противодействием строго-аристократической партии, с другой — с сильным натиском радикалов с Кошутом во главе.
После мартовских дней Аппоньи оставил политическую арену, но в 1859 году, призванный в качестве пожизненного члена в государственный совет в Вену, он выступил защитником самостоятельности Венгрии и сделался одним из влиятельнейших вождей национальной партии. Когда актом 20 октября 1860 года была восстановлена королевская курия как верховный судебный орган Венгрии, Аппоньи в качестве Judex Curiae был послан в Пешт, где председательствовал в конференциях курии по вопросу о реорганизации венгерских судебных учреждений. Вместе с тем он председательствовал в 1861 в верхней палате, но тотчас же после роспуска ландтага в 1862 году отказался от должности Judex Curiae.
В открытый в декабре 1865 года ландтаг Аппоньи вступил в качестве депутата нижней палаты и составил там среднюю умеренно-консервативную партию, которая после неудачной войны 1866 года вступила на путь примирительной политики с Веной и таким образом подготовила почву для действий Деака в 1867 году. После этого Аппоньи присоединился к партии Деака. С 1869 года он жил в уединении в Пресбурге.

## Брак и дети
Жена -  графиня Юлия Штарай (1820 - 1871). В браке родилось двое детей:
- Георгина (1841-1906), муж -  граф Альберт Марцани (1845-1921)
- Альберт (1846-1933), жена - графиня Клотильда фон Менсдорф-Пуйи (1867-1942)